# 분기 다이어그램

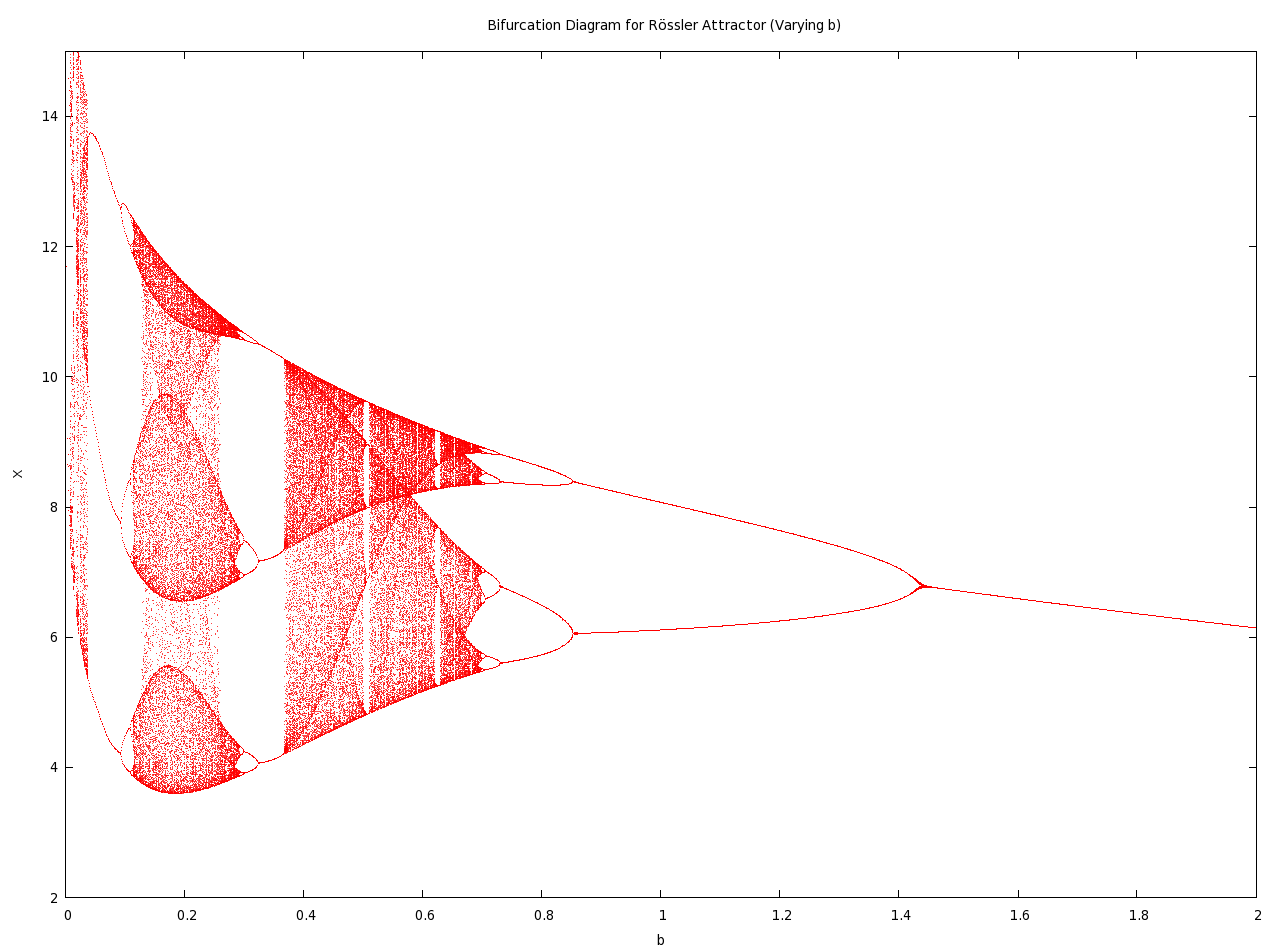

수학에서 , 특히 동적 시스템에서, 분기 다이어그램(bifurcation diagram) 은 시스템의 분기 매개 변수 의 함수로서 시스템의 점근적으로 접근하는 값 (고정 소수점, 주기 궤도 또는 혼돈 끌개 )을 보여준다. 일반적으로 불안정한 점은 생략하지만 실선과 불안정한 값을 점선으로 표시하는 것이 일반적이다. 분기 다이어그램은 분기 이론의 시각화를 가능하게한다.

## 같이 보기
- 카오스이론
- 로지스틱 맵

## 참고
- 매스월드